# Vandenberg's MoonKings (album)
Vandenberg's MoonKings is het debuutalbum van de gelijknamige formatie van Ad Vandenberg uit 2014. Het album werd niet alleen op een cd en digitaal uitgebracht, maar ook op een elpee.
Het album stond zes weken in de Nederlandse Album Top 100 met plaats 3 als hoogste notering.

## Hitnoteringen
| Land                | piek | weken |
| ------------------- | ---- | ----- |
| Nederland           | 3    | 6     |
| België (Vlaanderen) | 169  | 1     |
| Zwitserland         | 92   | 1     |

## Nummers
| Nummer | Naam            | Duur |
| ------ | --------------- | ---- |
| A1     | Lust and lies   | 3:56 |
| A2     | Close to you    | 4:10 |
| A3     | Good thing      | 3:49 |
| A4     | Breathing       | 3:46 |
| A5     | Steal away      | 3:12 |
| A6     | Line of fire    | 4:10 |
| A7     | Out of reach    | 3:40 |
| B1     | Feel it         | 3:16 |
| B2     | Leave this town | 4:21 |
| B3     | One step behind | 4:40 |
| B4     | Leeches         | 4:25 |
| B5     | Nothing touches | 3:09 |
| B6     | Sailing ship    | 4:50 |